# 秋田實季
秋田實季（日语：／ Akita Sanesue，1576年—1660年1月11日）是日本安土桃山時代及江戶時代前期的大名。安東愛季的次男。檜山安東家第9代當主。

## 略歷
天正15年（公元1587年）安東愛季死後繼承家業，由於年幼繼承，引起堂兄安東通季的不滿，於是在天正16年策劃湊（安東）家再次獨立的事宜。翌年天正17年（1589年），通季勾結戶澤家和鄰近諸豪族起兵，叛亂剛開始實季為取得先機率兵迎擊，但兵力懸殊遭到擊退，於檜山城籠城苦戰。通季的軍勢為實季的數十倍，但籠城方由於擁有銃300挺，堅守長達5個月以上，後來一度放棄了檜山城而退守男鹿的脇本城。天正17年7月，在由利郡的赤尾津氏及津輕的大浦為信等人協助下，打敗了湊方（戶澤氏及南部氏）的勢力，重新在秋田周邊領地確立了控制權。
這一場內亂被豐臣秀吉指責違反惣無事令，實季被迫上洛向豐臣家稱臣才獲得領地安堵。豐臣政權時代，安東實季被任命為秋田地方太閣藏入地的代官。文祿慶長之役時，擔任製造安宅船所需木料的籌備工作。天正19年（1591年），安東實季將苗字改為秋田。 
之後，秋田氏在關原之戰原歸屬東軍，但因作戰不積極與曖昧，遭最上義光向德川家康進讒言，於戰後遭到移封常陸宍戸的處分。移封後，秋田氏再次改苗字為伊駒。
成為宍戶藩主的實季，於慶長19年（1614年）的大坂夏之陣時，與豐臣方先鋒隊激戰而敗北。寬永7年（1630年），由於元和偃武，但實季保有戰國大名的習氣而遭到幕府猜忌，被命令於伊勢國朝熊（三重縣伊勢市朝熊町）蟄居。寬永7年以後約30年間，實季於伊勢朝熊的永松寺草庵渡過蟄居生活，萬治2年（1660年）於該地死去，享年85歲。
實季之子俊季在正保2年（1645年）再次移封到陸奧三春，直到幕末時代的來臨。